# Vuelta a Alicante
La Vuelta a Alicante es una competición ciclista de categoría sub-23 y élite por etapas que se celebra en la provincia española de Alicante, a primeros del mes de mayo. Se comenzó a disputar en 1999.

## Palmarés
| Año       | Ganador                    | Segundo                    | Tercero                           |
| --------- | -------------------------- | -------------------------- | --------------------------------- |
| 1999      | Iban Mayo                  | Gonzalo Bayarri            | Roberto Lozano                    |
| 2000      | Alexei Markov              |                            |                                   |
| 2001      | Juan Manuel Fuentes        | Jordi Riera                | Jaume Rovira                      |
| 2002      | ?                          | ?                          | ?                                 |
| 2003      | Sergio Domínguez Rodríguez | José Ángel Gómez Marchante | José Mario Box                    |
| 2004      | Francisco Villalgordo      | Josu Mondelo               | Sergi Escobar                     |
| 2005      | Mauricio Ortega            | Juan Manuel Rivas          | Rafael Rodríguez Segarra          |
| 2006      | José Antonio Carrasco      | Jesús Pérez Priego         | Pedro García Villa                |
| 2007      | Rafael Rodríguez Segarra   | Juan Carlos Escámez        | Francisco Javier Martínez Barceló |
| 2008-2016 | no se organizó             | no se organizó             | no se organizó                    |
| 2017      | Jhonatan Cañaveral         | Carlos Cobos               | Martín Lestido                    |
| 2018      | Víctor Romero              | Jaume Sureda               | Dmitry Mukhomediarov              |
| 2019      | no se organizó             | no se organizó             | no se organizó                    |
| 2020      | Felipe Orts                | Pedro Antonio Rodríguez    | David Gijón                       |
| 2021      | Toby Perry                 | David Gómez Cazorla        | Edgar Curto                       |
| 2022-2023 | no se organizó             | no se organizó             | no se organizó                    |
| 2024      | Víctor Castellano          | Eloy Teruel                | Izan Monroig                      |

## Palmarés por países
| País        | Victorias |
| ----------- | --------- |
| España      | 9         |
| Colombia    | 2         |
| Rusia       | 1         |
| Reino Unido | 1         |